# Immersive Medien
Immersive Medien umfassen alle Arten von Medien, in die Menschen derart tief eintauchen können, dass ihr Bewusstsein für die reale Zeit, Raum und Ereignisse ganz oder teilweise in den Hintergrund tritt. Dieser immersive Zustand kann durch Technologien wie Extended Reality (XR), also Virtual Reality (VR), Augmented Reality (AR) oder Mixed Reality (MR), gezielt erzeugt, gestaltet und beeinflusst werden. Gleichzeitig können aber auch traditionelle Medienformen wie Bücher, Bilder, Töne, Games und andere Arten interaktiver Computeranwendungen immersive Erfahrungen ermöglichen, wenn sie Menschen in intensive Aussagen, Erzählungen oder Interaktionen involvieren.
Immersion wird oft als „psychologische Erfahrung des Sich-Vergessens in einer künstlichen Umgebung“ beschrieben. Immersive Medien mit einem sehr hohen Grad an Immersion, beispielsweise VR, können sogar die Wahrnehmung einer virtuellen Präsenz ermöglichen.
Aber auch literarische Werke, Filme und Games können immersiv wirken, wenn sie beim Nutzenden durch narrative Kraft und emotionale Einbindung ein starkes „Eintauchen“ erzeugen. Hier kann sich zudem ein Zusammenspiel mit dem psychologischen Flow-Effekt ergeben, in dem Menschen in einer beglückenden Tätigkeit völlig konzentriert aufgehen.
Auf gesellschaftlicher Ebene zeigt sich die Relevanz immersiver Medien darin, dass 2023 in Deutschland die duale Ausbildung zum Gestalter/in für immersive Medien eingeführt wurde. Auch gibt es diverse Studiengänge, die sich mit der Gestaltung immersiver Medien befassen, beispielsweise der Studiengang Games & Immersive Media an der Hochschule Furtwangen.